# لی یی‌تونگ
لی یی‌تونگ (چینی ساده: 李一桐; پین‌یین: Lǐ Yītóng؛ زادهٔ ۶ سپتامبر ۱۹۹۰) بازیگر و خواننده اهل چین است.

## فیلم‌شناسی

### فیلم
| سال  | عنوان                       | عنوان چینی       | نقش       | توضیحات/منابع |
| ---- | --------------------------- | ---------------- | --------- | ------------- |
| ۲۰۱۳ | جوزی و لوشینگ               | 橘子与罗兴       | چو زی     | فیلم کوتاه    |
| ۲۰۱۸ | آرام باش و یک سوپراستار باش | 卧底巨星         | تونگ تونگ | [ ۵ ]         |
| ۲۰۲۰ | برای همیشه عاشقتم           | 我在时间尽头等你 | چیو چیان  | [ ۶ ]         |